# Обсерватория Уэнохара
Обсерватория Уэнохара — астрономическая обсерватория, основанная в 1985 году в городе Уэнохара, Яманаси (префектура), Япония. Наблюдения в обсерватории проводил Н. Кавасато.

## Инструменты обсерватории
- 20-см рефлектор
- 30-см рефлектор

## Направления исследований
- Открытие астероидов
- Кометы

## Основные достижения
- Открыто 87 астероидов с 1989 по 2000 года[1]
- 1551 астрометрических измерений опубликовано с 1985 по 2002 года [2]